# Xã Finley, Quận Webster, Missouri
Xã Finley (tiếng Anh: Finley Township) là một xã thuộc quận Webster, tiểu bang Missouri, Hoa Kỳ. Năm 2010, dân số của xã này là 2.435 người.